# Oedudes callizona
Oedudes callizona là một loài bọ cánh cứng trong họ Cerambycidae.